# Tetrastichus lankicus
Tetrastichus lankicus är en stekelart som beskrevs av T.C. Narendran 2005. Tetrastichus lankicus ingår i släktet Tetrastichus och familjen finglanssteklar.
Artens utbredningsområde är Sri Lanka. Inga underarter finns listade i Catalogue of Life.